# Meurtre, Drogue et Compagnie
Pour plus de détails, voir Fiche technique et Distribution.
Meurtre, Drogue et Compagnie (Contraband Spain) est un film britannico-espagnol de Lawrence Huntington et Julio Salvador, sorti en 1955.

## Fiche technique
- Titre original : Contraband Spain
- Titre français : Meurtre, Drogue et Compagnie
- Réalisation : Lawrence Huntington et Julio Salvador
- Scénario : Lawrence Huntington
- Photographie : Harry Waxman
- Pays d'origine : Royaume-Uni - Espagne
- Genre : policier
- Date de sortie : 1955

## Distribution
- Richard Greene : Lee Scott
- Anouk Aimée : Elena Vargas
- Michael Denison (en) : l'agent britannique Ricky Metcalfe
- José Nieto : Pierre
- Robert Ayres (en) : Mr Dean
- Richard Warner : Inspecteur LeGrand
- John Warwick (en) : Bryant
- Philip Saville : Martin Scott
- G. H. Mulcaster : colonel Ingleby
- Conrado San Martín : un acolyte de Pierre
- Christopher Lee : Narrateur (non crédité)